# ストレンジ男爵
ストレンジ男爵（Baron Strange）は、イングランド貴族の男爵位。過去に5回創設されており、いずれも議会招集令状(Writs of summons)による爵位であり、男子がない場合に姉妹間に優劣のない女系継承が行われる。

## エレズミアのストレンジ男爵 第1期 (1295年)
ヨークシャーのシェリフやトレント南部の巡回裁判官を務めたロジャー・ル・ストレンジは、1295年6月24日にエレズミアのストレンジ男爵(Baron Strange of Ellesmere)として議会招集を受けた。しかし子供がなく彼一代で廃絶した。
- 初代ストレンジ男爵ロジャー・ル・ストレンジ (?-1311)

## ノッキンのストレンジ男爵 第2期 (1299年)
上記ロジャーの甥にあたり、エドワード1世のウェールズやスコットランド征服戦争に従軍したジョン・ル・ストレンジが1299年9月26日にノッキンのストレンジ男爵(Baron Strange of Knockin)として議会招集されたのに始まる。女系継承でストレンジ家からダービー伯爵スタンリー家、セント・デイヴィッズ子爵フィリップス家へと移り、現在に至っている。1921年に継承者が確定するまで、321年の長きにわたって停止状態にあった。

ノッキンのストレンジ家の紋章: Gules, two lions passant argent

- 初代ストレンジ男爵ジョン・ル・ストレンジ (John le Strange, 1254頃–1309)
- 2代ストレンジ男爵ジョン・ル・ストレンジ (John le Strange, 1282頃–1311)
- 3代ストレンジ男爵ジョン・ル・ストレンジ (John le Strange, 1297頃–1323)
- 4代ストレンジ男爵ロジャー・ル・ストレンジ (Roger le Strange, 1301–1349) 2代男爵の息子
- 5代ストレンジ男爵ロジャー・ル・ストレンジ (Roger le Strange, 1327頃–1382)[5]
- 6代ストレンジ男爵ジョン・ル・ストレンジ (John le Strange, 1350頃–1397)
- 7代ストレンジ男爵リチャード・ル・ストレンジ (Richard le Strange, 1381–1449)
- 8代ストレンジ男爵ジョン・ル・ストレンジ（英語版） (John le Strange, 1440頃–1477)
- 9代ストレンジ女男爵ジョアン・ル・ストレンジ（英語版） (Joan le Strange, 1460頃–1514)
  - 9代ストレンジ男爵(妻の権利（英語版）) ジョージ・スタンリー（英語版） (George Stanley, 1460–1503)

スタンリー家紋章: Argent, on a bend azure three buck's heads cabossed or

- 2代ダービー伯/10代ストレンジ男爵トマス・スタンリー（英語版） (Thomas Stanley, ?-1521)
- 3代ダービー伯/11代ストレンジ男爵エドワード・スタンリー（英語版） (Edward Stanley, 1508頃–1572)
- 4代ダービー伯/12代ストレンジ男爵ヘンリー・スタンリー（英語版） (Henry Stanley, 1531–1593)
- 5代ダービー伯/13代ストレンジ男爵ファーディナンド・スタンリー (Ferdinando Stanley, 1559–1594) 死後に保持者不在(abeyant)
- 14代ストレンジ女男爵エリザベス・フランセス・フィリップス（英語版） (Elizabeth Frances Philipps, 1884–1974) 1921年に保持者不在解除
- 2代セント・デイビッズ子爵/15代ストレンジ男爵ジェスティン・レジナルド・オースティン・プランタジネット・フィリップス（英語版） (Jestyn Reginald Austen Plantagenet Philipps, 1917–1991)
- 3代セント・デイビッズ子爵/16代ストレンジ男爵コルウィン・ジェスティン・ジョン・フィリップス（英語版） (Colwyn Jestyn John Philipps, 1939–2009)
- 4代セント・デイビッズ子爵/17代ストレンジ男爵ロードリ・コルウィン・フィリップス（英語版） (Rhodri Colwyn Philipps, 1966-)

## ブラックミアのストレンジ男爵 第3期 (1309年)

ブラックミアのストレンジ男爵の紋章: Argent two lions passant in pale gules

第1期ストレンジ男爵ロジャーの甥、また第2期のノッキンの初代ストレンジ男爵ジョンの従兄弟にあたるファルク・ル・ストレンジが1309年3月4日にブラックミアのストレンジ男爵(Baron Strange of Blackmere)として議会招集されたのに始まる。女系継承によりストレンジ家からシュルーズベリー伯爵タルボット家、ノーフォーク公爵ハワード家へと移ったが、1777年に9代ノーフォーク公エドワード・ハワードが死去して以降現在まで保持者不在となっている。
- 初代ストレンジ男爵ファルク・ル・ストレンジ（英語版） (Fulk le Strange, 1267–1324)
- 2代ストレンジ男爵ジョン・ル・ストレンジ (John le Strange, 1305–1349)
- 3代ストレンジ男爵ファルク・ル・ストレンジ (Fulk le Strange, 1320–1349)
- 4代ストレンジ男爵ジョン・ル・ストレンジ (John le Strange, 1332–1361)
- 5代ストレンジ男爵ジョン・ル・ストレンジ (John le Strange, 1353–1375)
- 6代ストレンジ女男爵エリザベス・モーブレー (Elizabeth Mowbray, 1373–1383)
- 7代ストレンジ女男爵アンカレット・タルボット (Ankaret Talbot, 1361–1413) 4代男爵の娘
- 5代タルボット男爵/8代ストレンジ男爵ギルバート・タルボット（英語版） (Gilbert Talbot, 1383–1419)
- 6代タルボット女男爵/9代ストレンジ女男爵アンカレット・タルボット (Ankaret Talbot, 1416–1421)
- 初代シュルーズベリー伯/7代タルボット男爵/10代ストレンジ男爵ジョン・タルボット (John Talbot, 1390–1453) 7代ストレンジ女男爵の次男初代シュルーズベリー伯爵の紋章

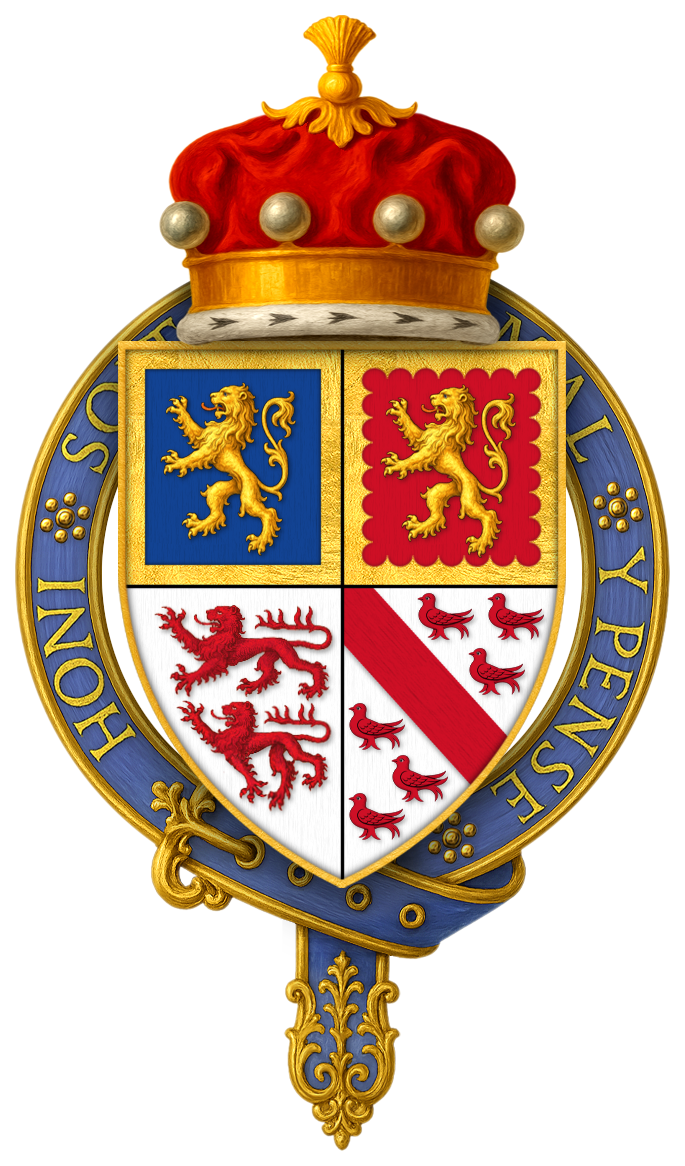
初代シュルーズベリー伯爵の紋章

- 2代シュルーズベリー伯/8代タルボット男爵/11代ストレンジ男爵ジョン・タルボット (John Talbot, 1413–1460)
- 3代シュルーズベリー伯/9代タルボット男爵/12代ストレンジ男爵ジョン・タルボット（英語版） (John Talbot, 3rd Earl of Shrewsbury, 1448–1473)
- 4代シュルーズベリー伯/10代タルボット男爵/13代ストレンジ男爵ジョージ・タルボット（英語版） (George Talbot, 1468–1538)
- 5代シュルーズベリー伯/11代タルボット男爵/14代ストレンジ男爵フランシス・タルボット（英語版） (Francis Talbot, 1500–1560)
- 6代シュルーズベリー伯/12代タルボット男爵/15代ストレンジ男爵ジョージ・タルボット (George Talbot, 1522–1590)
- 7代シュルーズベリー伯/13代タルボット男爵/16代ストレンジ男爵ギルバート・タルボット（英語版） (Gilbert Talbot, 1552–1616) 1616年に保持者不在
- 14代タルボット女男爵/17代ストレンジ女男爵アリシア・ハワード（英語版） (Alethea Howard, 1585–1654) 1651年に保持者不在解除
- 5代ノーフォーク公/18代ストレンジ男爵トマス・ハワード (Thomas Howard, 1627–1677)
- 6代ノーフォーク公/19代ストレンジ男爵ヘンリー・ハワード (Henry Howard, 1628–1684)
- 7代ノーフォーク公/20代ストレンジ男爵ヘンリー・ハワード Henry Howard, 1655–1701)
- 8代ノーフォーク公/21代ストレンジ男爵トマス・ハワード (Thomas Howard, 1683–1732)
- 9代ノーフォーク公/22代ストレンジ男爵エドワード・ハワード (Edward Howard, 1686–1777)
  - 1777年から保持者不在

## ストレンジ男爵 第4期 (1326年)
ノッキンのストレンジ男爵のヤンガーサンであるユーバラスは、1326年12月3日にストレンジ男爵として議会召集されたが、子供はなく、彼一代で終わった。
- 初代ストレンジ男爵ユーバラス・ル・ストレンジ（英語版） (Eubulus le Strange, ?-1335)

## ストレンジ男爵 第5期 (1628年)
1628年3月7日に上記のノッキンのストレンジ男爵(1299年)をダービー伯爵家がまだ保持していると議会が勘違いしたことによりダービー伯爵の法定推定相続人だったジェームズ・スタンリーがストレンジ男爵として議会召集されてしまい、これが新規創設のストレンジ男爵とみなされている（錯誤により創設された男爵）。女系継承によりダービー伯爵スタンリー家からアソル公爵マレー家、さらにドラモンド家へと移り、現在に至っている。
- 7代ダービー伯/初代ストレンジ男爵ジェームズ・スタンリー (James Stanley, 1607–1651)
- 8代ダービー伯/2代ストレンジ男爵チャールズ・スタンリー（英語版） (Charles Stanley, 1628–1672)
- 9代ダービー伯/3代ストレンジ男爵ウィリアム・リチャード・ジョージ・スタンリー (William Richard George Stanley, 1655–1702) 死後に保持者不在(abeyant)
- 4代ストレンジ女男爵ヘンリエッタ・スタンリー (?-1718) 1714年に保持者不在解除
- 5代ストレンジ女男爵ヘンリエッタ・アシュバーナム (Henrietta Ashburnham, ?-1732)
- 10代ダービー伯/6代ストレンジ男爵ジェームズ・スタンリー (James Stanley, 1664–1736)
- 2代アソル公/7代ストレンジ男爵ジェームズ・マレー (James Murray, 1690–1764)
- 8代ストレンジ女男爵シャーロット・マレー（英語版） (Charlotte Murray, 1731頃–1805)
- 4代アソル公/9代ストレンジ男爵ジョン・マレー (John Murray, 1755–1830)
- 5代アソル公/10代ストレンジ男爵ジョン・マレー (John Murray, 1778–1846)
- 6代アソル公/11代ストレンジ男爵ジョージ・オーガスタス・フレデリック・ジョン・マレー (George Augustus Frederick John Murray, 1814–1864)
- 7代アソル公/12代ストレンジ男爵ジョン・ジェイムズ・ヒュー・ヘンリー・ステュワート＝マレー（英語版） (John James Hugh Henry Stewart-Murray, 1840–1917)
- 8代アソル公/13代ストレンジ男爵ジョン・ジョージ・ステュワート＝マレー (John George Stewart-Murray, 1871–1942)
- 9代アソル公/14代ストレンジ男爵ジェイムズ・トマス・ステュワート＝マレー（英語版） (James Thomas Stewart-Murray, 1879–1957) 死後に保持者不在
- 15代ストレンジ男爵ジョン・ドラモンド（英語版） (John Drummond, 1900–1982) 1965年に保持者不在解除。死後に保持者不在
- 16代ストレンジ女男爵ジェーン・シェリー・ドラモンド（英語版） (Jean) Cherry Drummond of Megginch, 1928–2005) 1986年に保持者不在解除
- 17代ストレンジ男爵アダム・ハンフリー・ドラモンド（英語版） (Adam Humphrey Drummond of Megginch, 1953-)
  - 法定推定相続人は現当主の息子ジョン・アダム・ハンフリー・ドラモンド (John Adam Humphrey Drummond, 1992-)